# Poolbillard-Jugendeuropameisterschaft 2001
Die Poolbillard-Jugendeuropameisterschaft 2001 war die 21. Austragung der von der European Pocket Billiard Federation veranstalteten Jugend-Kontinentalmeisterschaft im Poolbillard. Sie fand in Komárno in der Slowakei statt.
Ausgespielt wurden die Disziplinen 14/1 endlos, 8-Ball und 9-Ball sowie Mannschafts-Wettbewerbe in den Kategorien Junioren und Schüler. Bei den Juniorinnen wurden lediglich 8-Ball und 9-Ball gespielt.

## Medaillengewinner
| Disziplin              | Gold            | Silber              | Bronze                              |        |
| ---------------------- | --------------- | ------------------- | ----------------------------------- | ------ |
| Junioren – 14/1 endlos | Erik Weiselius  | Konstantin Stepanow | Jimmy Wikman Lukas Rose             | [ 1 ]  |
| Junioren – 8-Ball      | Erik Weiselius  | Lambros Vrakas      | Vilmos Földes Tomasz Kapłan         | [ 2 ]  |
| Junioren – 9-Ball      | Vilmos Földes   | Nick Conradi        | Daniel Kandi Jakob Belka            | [ 3 ]  |
| Junioren-Mannschaft    | Dänemark        | Polen               | Deutschland Österreich              | [ 4 ]  |
| Schüler – 14/1 endlos  | Sebastian Staab | Kjetil Fredriksen   | Manuel Raingruber Kamil Gaska       | [ 5 ]  |
| Schüler – 8-Ball       | Kamil Gaska     | Markus Hofer        | Hubert Łopotko Konstantin Zolotilov | [ 6 ]  |
| Schüler – 9-Ball       | Nico Seidler    | Mateusz Śniegocki   | Albin Ouschan Markus Hofer          | [ 7 ]  |
| Schüler-Mannschaft     | Deutschland     | Polen               | Finnland Norwegen                   | [ 8 ]  |
| Juniorinnen – 8-Ball   | Jasmin Ouschan  | Edwige Houlle       | Sandra Baumgartner Iselin Herland   | [ 9 ]  |
| Juniorinnen – 9-Ball   | Jasmin Ouschan  | Veronika Hubrtova   | Sofia Soder Iselin Herland          | [ 10 ] |